# فؤاد بسيسو
فؤاد بسيسو (1943-2024) هو باحث واقتصادي فلسطيني، شغل منصب أول محافظ لسلطة النقد الفلسطينية عام 1994حتى عام 2002 بدرجة وزير، وكان المستشار الاقتصادي للرئيس ياسر عرفات. مؤسس ومالك مركز المستقبل الاقتصادي للاستشارات والدراسات الاستراتيجية خلال الفترة من (2012-2024).

## سيرته
ولد فؤاد حمدي بسيسو في مدينة يافا في 29 ابريل 1943. هُجر مع عائلته لقطاع غزة بسبب نكبة عام 1948، انهى المرحلة الأساسية والثانوية في قطاع غزة. نال شهادة البكالوريوس في التجارة من جامعة الاسكندرية، والماجستير في الاقتصاد من ذات الجامعة عام 1971، ثم نال درجة الدكتوراة في الاقتصاد من جامعة درهام البريطانية عام 1982. عمل مديراً لمكتب تخطيط البرامج والتعاون الفني التابع للأمم المتحدة خلال الفترة من (1989 -1993)، ثم مستشاراً إقليمياً في قضايا التنمية وسياساتها، وقدم خلال عمله العديد من الخدمات الاستشارية للدول العربية الأعضاء في الأسكوا، وترأس فريق العمل المكلف ببحث مشاريع التنمية في فلسطين.
عام 1968 بدأ العمل في البنك المركزي الأردني حيث عمل باحثاً اقتصادياً، ثم أصبح رئيس قسم الاقتصاد الفلسطيني والعربي والإسرائيلي حتى عام 1973. ساهم في تأسيس الجهاز المصرفي والمالي للجنة الفلسطينية الأردنية المشتركة خلال الفترة (1973-1979). انتقل بعدها للعمل مستشاراً اقتصادياً لحكومة سلطنة عُمان، كما ساهم في تأسيس بنك تنمية عُمان، وشركة عُمان للتعدين، وصندوق تشجيع الصيادين. كان أستاذًا محاضرًا في الاقتصاد والعلوم المصرفية والتمويل في العديد من الجامعات العربية خلال السنوات (2002 – 2012)، كما شغل منصب رئيس مجلس إدارة جمعية الاقتصاديين الفلسطينيين، وعضواً في العديد من المؤسسات ومراكز الدراسات في جامعة درهام، والجمعية العربية للبحوث الاقتصادية في القاهرة.
توفي في 29 نيسان 2024، في مدينة الانيا التركية وتم دفنه في مقبرة ماحص الجديدة في المملكة الأردنية الهاشمية.

## مؤلفاته
أنجز فؤاد بسيسو العديد من الكتب والأبحاث العلمية المنشورة، وهي:
1. كتابين للموسوعة الفلسطينية المتخصصة.
2. «التاريخ الاقتصادي لفلسطين في فترة الانتداب البريطاني (1920 ـ 1948)»، صدر في بيروت عام 1989.
3. «المقاطعة العربية لإسرائيل وانعكاساتها الاقتصادية»، صدر في بيروت عام 1989.
4. «إعداد خطة للتنمية الزراعية في الوطن المحتل»، أعدت لجامعة الدول العربية عام 1987.
5. «التعاون الإنمائي بين الأقطار العربية» صدر عن مركز دراسات الوحدة العربية عام 1984، وهو في الأصل بحث الدكتوراة.
6. «الاقتصاد الإسرائيلي بين دوافع الحرب والسلام»، صدرعن دار الجليل للنشر، عمان عام 1984.